# Касас-де-Гіхарро
Касас-де-Гіхарро (ісп. Casas de Guijarro) — муніципалітет в Іспанії, у складі автономної спільноти Кастилія-Ла-Манча, у провінції Куенка. Населення — 153 особи (2010).
Муніципалітет розташований на відстані близько 180 км на південний схід від Мадрида, 80 км на південь від Куенки.

## Демографія
Динаміка населення (INE ):